# Ивановка (Славянский район)
Ивановка (укр. Іванівка) — село в Черкасской поселковой общине Краматорского района Донецкой области Украины.

## Общие сведения
Население по переписи 2001 года составляло 141 человек. Почтовый индекс — 84167. Телефонный код — 626.

## Местная власть
84162, Донецкая область, Краматорский район, пгт Черкасское, ул. Ясная, 3.